# Listrognathus mobilis
Listrognathus mobilis är en stekelart som först beskrevs av Tosquinet 1903.  Listrognathus mobilis ingår i släktet Listrognathus och familjen brokparasitsteklar. Inga underarter finns listade i Catalogue of Life.